# Aningeria superba
Aningeria superba là một loài thực vật thuộc họ Hồng xiêm. Đây là một loại cây có nguồn gốc từ các khu rừng Congo ở phía tây-trung châu Phi, bao gồm Cộng hòa Congo, Cộng hòa Dân chủ Congo, và Cabinda.